# Limeuil
Limeuil ist eine französische Gemeinde mit 339 Einwohnern (Stand 1. Januar 2022) im Département Dordogne in der Region Nouvelle-Aquitaine. Sie gehört zum Kanton Périgord Central im Arrondissement Sarlat-la-Canéda. Die Gemeinde zählt zu den schönsten Dörfern Frankreichs.

## Geografie
Limeuil liegt im Pays du Grand Bergeracois, einem Teil des Périgord, an der Mündung der Vézère in die Dordogne auf einer mittleren Höhe von 123 Metern über dem Meeresspiegel 33 Kilometer östlich von Bergerac, dem Sitz der Unterpräfektur des gleichnamigen Arrondissements. Das Gemeindegebiet hat eine Fläche von 10,57 Quadratkilometern.

## Geschichte
In den Jahren 1909 und 1913 wurden bei archäologischen Ausgrabungen im Ortskern von Limeuil zahlreiche gravierte Kalksteinplatten mit Tiermotiven gefunden, die auf das Magdalénien (18.000 – 12.000 v. Chr.) datiert wurden.
Limeuil existierte schon in keltischer Zeit. Das befestigte Dorf wurde im Gallischen Krieg (58 bis 51/50 v. Chr.) von den römischen Legionen eingenommen, die an gleicher Stelle ein Oppidum errichteten. Vom 8. bis zum 11. Jahrhundert kam es immer wieder zu Überfällen durch Wikinger, die mit ihren Schiffen die Flüsse befuhren. Im Hundertjährigen Krieg (1337–1453) wechselte der Seigneur von Limeuil mehrfach die Seiten. Die Bewohner der Ortschaft litten so sehr darunter, dass sie 1420 den Seigneur Jean de Belfort töteten. 1594 und 1636 war Limeuil Zentrum des Aufstands der Croquants. Die Croquants protestierten gegen die wirtschaftliche Not, unter der die Bevölkerung durch die Hugenottenkriege (1562–1598) litt.
1793 erhielt Limeuil im Zuge der Französischen Revolution (1789–1799) den Status einer Gemeinde und wurde Hauptort eines Kantons. 1801 erhielt die Gemeinde durch die Verwaltungsreform unter der Regierung Napoleon Bonapartes (1769–1821) das Recht auf kommunale Selbstverwaltung und wurde in den Kanton Sainte-Alvère eingegliedert. Am meisten Einwohner hatte Limeuil 1831 (929). Nach 1891 ging die Bevölkerungszahl stark zurück. Am wenigsten Einwohner hatte die Gemeinde 1999 (315).

### Bevölkerungsentwicklung
| Jahr      | 1962 | 1968 | 1975 | 1982 | 1990 | 1999 | 2007 | 2017 |
| --------- | ---- | ---- | ---- | ---- | ---- | ---- | ---- | ---- |
| Einwohner | 430  | 350  | 317  | 351  | 335  | 315  | 345  | 336  |

## Kultur und Sehenswürdigkeiten

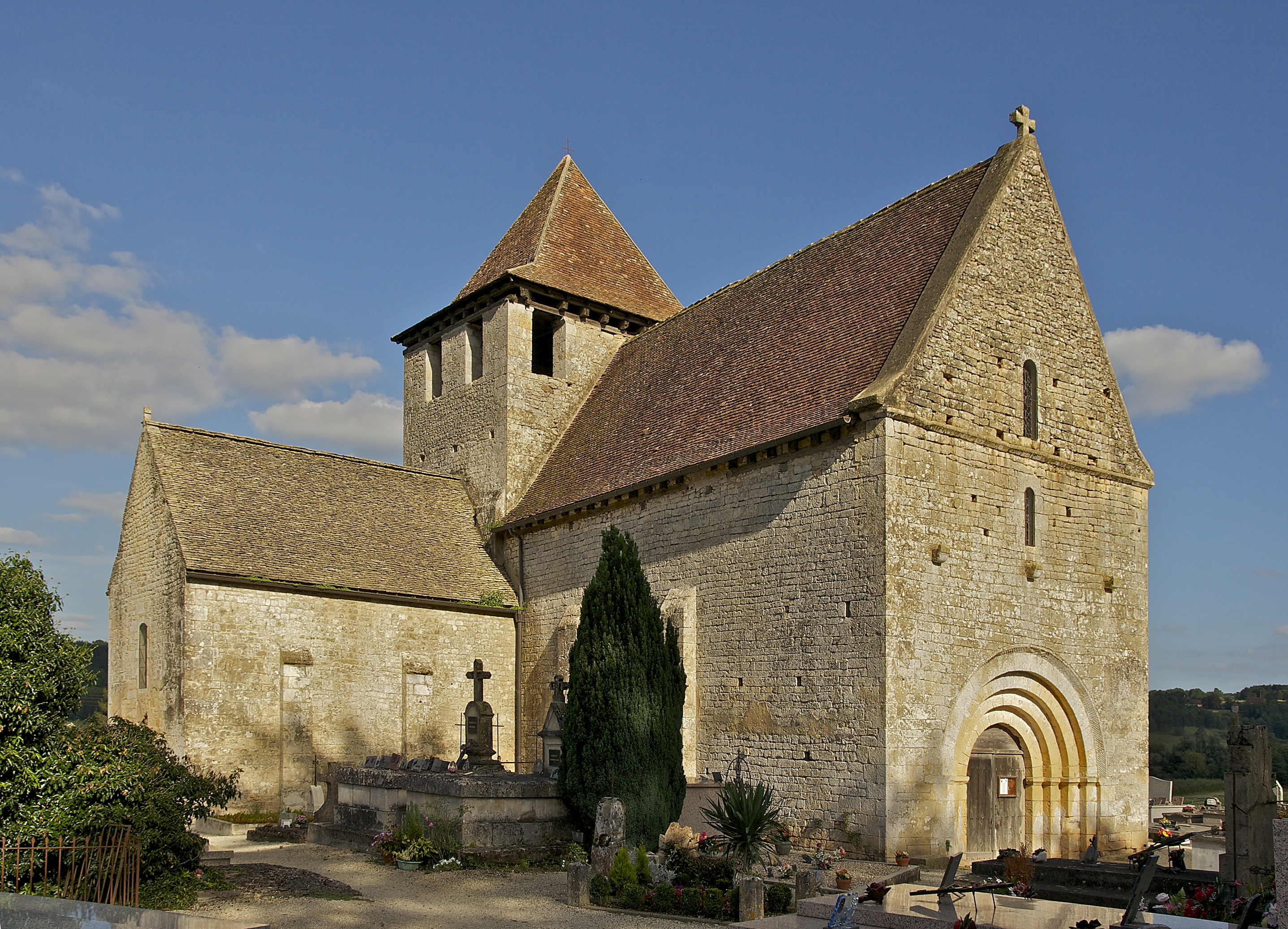
Die Kirche Saint-Martin

Die Kirche Saint-Martin stammt aus dem 12. Jahrhundert. In der Nordmauer des Kirchenschiffs ist die Zahl 1194 eingraviert, das Datum der Kirchweihe durch den Bischof Adhémar de la Tour des Bistums Périgueux. Die rechteckige Seitenkapelle wurde im 13. oder 14. Jahrhundert errichtet. Der obere Teil des Chorturms wurde im 18. Jahrhundert erbaut. Die Kirche wurde 1965 als Monument historique (‚historisches Denkmal‘) klassifiziert.

## Wirtschaft
In Limeuil wird Wein der Herkunftsbezeichnung Périgord hergestellt. Es gibt viele touristische Angebote im Ort, zum Beispiel Kanufahrten und einen Reiterhof. Ein Hotel, zahlreiche Herbergen, Restaurants und ein Campingplatz stehen als Unterkunftsmöglichkeiten zur Verfügung. Der Gutshof Domaine de la Vitrolle umfasst ein Herrenhaus, das für Veranstaltungen gemietet werden kann, und mehrere kleinere touristische Unterkünfte. Außerdem gibt es einige Kunsthandwerksbetriebe und Geschäfte in Limeuil.

## Trivia
Der Roman "Connaisseur - Der zwölfte Fall für Bruno, Chef de police" des im Périgord lebenden Schriftstellers Martin Walker spielt in und um Limeuil. Die Personen sind Fiktion, die beschriebenen Örtlichkeiten aber erkennbar durch die realen Gebäude und Einrichtungen geprägt.